# Charneca em Flor
Charneca em Flor é o volume de poemas de Florbela Espanca publicado após a sua morte em 1931, pela Livraria Gonçalves de Coimbra. As duas primeiras edições foram organizadas por Guido Batelli, professor italiano visitante na Universidade de Coimbra, com quem Florbela manteve correspondência durante os últimos meses da sua vida.
A primeira edição é composta por cinquenta e seis sonetos, enquanto a segunda, do mesmo ano, contém mais vinte e oito peças. De uma carta de 15 de Maio de 1927 dirigida a José Emídio Amaro, director de jornal D. Nuno de Vila Viçosa, sabemos que a antologia foi concluída já naquela época. Alguns dos poemas de Florbela estampados no jornal com que colaborava iriam fazer parte da coletânea. Entretanto, a escritora não conseguiu encontrar um editor para a sua obra.
Quando em Julho de 1930 Guido Batelli ofereceu a sua ajuda, Florbela sentia uma enorme pressa em ver o livro publicado. Porém, conseguiu rever somente as provas tipográficas, já que cometeu suicídio em Dezembro do mesmo ano.
Finalmente, nos primeiros dias de Janeiro, cerca de um mês depois da morte da autora, Charneca em Flor conheceu a luz do dia. Possivelmente, seria para Florbela um livro de recordações, em que a poetisa registaria as melhores lembranças da vida. Trata-se, sem dúvida, do livro em que Florbela que melhor consegue condensar as suas vivências, passando-as à poesia como nunca o fizera antes. É em Charneca em Flor que melhor se define a sua sensibilidade. Considerado como o seu livro mais sincero, é nele que Florbela retrata a fase mais difícil e pessoal da sua vivência como poetisa, e presta homenagem à sua terra natal.
"Segundo Antero de Figueiredo, «o livro Charneca em Flor ficará como um dos mais belos depoimentos literários do coração português de ontem, de hoje, de todos os tempos» (Revista Alentejana). «Intensa, insatisfeita, amarga, exaltada, sensual e mística» (João Gaspar Simões, História da Poesia Portuguesa do Século XX) ao mesmo tempo, Florbela dá o melhor de si, distanciando-se das restantes poetisas. Definitivamente, Florbela contribui em Charneca em Flor para a emancipação literária da mulher e ousa levar ainda mais longe o erotismo no feminino, como o mostra «Volúpia». Dá, por tudo isso, vida a sonetos tão raros como «Charneca em Flor», «Outonal», «Ser Poeta» e «Amar!»."

## Charneca em Flor - A eterna agnóstica
No primeiro soneto deste livro, há uma introdução e uma nova caracterização da autora, um renascimento da pessoa. No soneto "Charneca em Flor", está bem explícito esse novo nascer através dos elementos da natureza: "Sob as urzes queimadas nascem rosas (…) Dispo a minha mortalha, o meu burel, E já não sou, Amor, Soror Saudade… (…) Sou a charneca rude a abrir em flor".
Há uma indicação de que este livro será diferente dos outros (já que no soneto anteriormente referido, também ela refere que "Nos meus olhos as lágrimas apago", dando a impressão de que o seu sofrimento vai terminar, e que este vai ser um livro mais apaixonado, menos dolorido.

## Curiosidades
Neste volume inclui-se o soneto "Ser poeta" que foi imortalizado pelo grupo musical português Trovante. A canção "Perdidamente", com música de João Gil, faz parte do álbum Terra Firme, lançado em 1987.